# جیلسون لوئیز پینیرو جونیور
جیلسون لوئیز پینیرو جونیور (به پرتغالی: Gilson Luís Pinheiro Júnior) هافبک اهل برزیل است که در شهر کوریتیبا و در تاریخ ۲۱ آوریل ۱۹۸۵ به دنیا آمده‌است.
جیلسون لوئیز پینیرو جونیور در تیم‌های فوتبال کورینتیانس سابقهٔ حضور دارد.